# Karl Gottfried Hahn
Karl Gottfried Hahn (* 1. Januar 1887 in Rothenburg ob der Tauber; † 1. November 1964 ebenda) war ein deutscher Jurist in der Kommunalverwaltung (Bezirksamtsvorstand in Weißenburg) und später Richter am Reichsverwaltungsgericht in Berlin.

## Leben
Nach dem Abitur am Celtis-Gymnasium in Schweinfurt studierte Karl Gottfried Hahn Rechtswissenschaften an der Ludwig-Maximilians-Universität München  und der Julius-Maximilians-Universität Würzburg und absolvierte den dreijährigen juristischen Vorbereitungsdienst beim Amtsgericht Rothenburg ob der Tauber, dem Landgericht München II, dem Bezirksamt München, dem Stadtmagistrat München sowie bei einem Rechtsanwalt. Er musste Kriegsdienst leisten und legte nach dem Krieg das große juristische Staatsexamen (früher Staatskonkurs) ab. Zum 1. August 1919 begann er als Akzessist bei der Regierung von Oberbayern und wurde nach drei Monaten Assessor in Rottenburg an der Laaber und später Bezirksamtmann in Fürstenfeldbruck.
1922 zum Regierungsrat ernannt und bei der Regierung von Oberbayern beschäftigt, wurde er am 1. Januar 1928 zum Regierungsrat I. Klasse ernannt. Zum Jahresbeginn 1931 wechselte er zum Oberversicherungsamt Nürnberg, wo er bis zu seinem Dienstantritt als Bezirksamtsvorstand (ab 1939 Landrat) des Bezirksamts Weißenburg (ab 1939 Landkreis Weißenburg) am 1. Juni 1933 blieb. Jahresmitte 1936 zur Regierung von Oberbayern zurückgekehrt, kam er zum 1. Januar 1938 als Richter zum Preußischen Oberverwaltungsgericht. Im März 1940 zum Reichsverwaltungsgericht versetzt, wurde er dort am 1. Dezember 1941 Reichsrichter und blieb dort bis zu seiner Flucht aus Berlin nach Rothenburg ob der Tauber im Jahre 1945. Im Entnazifizierungsverfahren wurde er von der Spruchkammer Rothenburg ob der Tauber als nicht betroffen eingestuft, so dass er zum Jahresbeginn 1948 als Angestellter beim Landratsamt Kaufbeuren seinen Dienst aufnehmen konnte. Oktober 1949 wechselte er als Verwaltungsgerichtsrat zum Verwaltungsgericht Ansbach, wo er im Juli 1950 Verwaltungsgerichtsdirektor wurde. In diesem Amt blieb er bis zu seiner Pensionierung am 1. Januar 1952.
Hahn war zum 1. Mai 1933 in die NSDAP eingetreten (Mitgliedsnummer 3.403.707). Er war ebenfalls Mitglied der SA, wo er zuletzt als Truppführer wirkte.